# LinQ
LinQ is een open source chatprogramma dat het Jabber/XMPP-protocol voor instant messaging gebruikt. Het programma is gebaseerd op de Qt-toolkit en draait onder Linux en Windows. Kenmerkend voor LinQ is dat de interface sterk lijkt op die van Windows Live Messenger (MSN).